# Ophiura maculata
Ophiura maculata är en ormstjärneart som först beskrevs av Ludwig 1886.  Ophiura maculata ingår i släktet Ophiura och familjen fransormstjärnor. Inga underarter finns listade i Catalogue of Life.